# Адам Ант
Адам Ант, справжнє ім'я Стюарт Леслі Годдард — британський музикант, співак гурту Adam and the Ants та сольний виконавець.

## Біографія
Адам Ант починав кар'єру в музичному гурті Adam and the Ants, створеному 1977 року. У 1982 році він розпочав сольну кар'єру разом із партнером Марко Пірроні, який писав йому пісні. Його композиції «Goody Two Shoes», «Friend or Foe» та «Puss in Boots» потрапили до десятки найкращих поппісень Великої Британії, але вже наприкінці 1983 року популярність Анта суттєво поступалася таким гуртам, як Duran Duran, Culture Club та Wham!
Починаючи з середини вісімдесятих Ант випускав поодинокі альбоми кожні п'ять років — Vive Le Rock (1985), Manners & Physique (1990) та Wonderful (1995), але їхні продажі та місця в чартах були занизькими. Натомість артист зосередився на акторський кар'єрі. На початку двохтисячних років Адам Ант опинився в центрі уваги преси через нестабільну поведінку: у 2002 та 2003 роки його неодноразово заарештовували та врешті решт госпіталізували через психічне захворювання (біполярний розлад).
В середині 2000-х років було перевидано попередні альбоми Анта. Також він випустив автобіографію Stand & Deliver. 2013 року Ант випустив перший за багато років альбом Adam Ant Is the BlueBlack Hussar in Marrying the Gunner's Daughter.